# Канатчиковский проезд
Кана́тчиковский прое́зд (название c 1990 года) — проезд в Южном административном округе города Москвы на территории Донского района.

## История
Проезд получил своё название в 1990 году по станции Канатчиково Малого кольца Московской железной дороги, мимо которой он проходит. Станция же получила название по Канатчиковой даче, бывшей в середине XIX века владением купца Канатчикова.

## Расположение
Канатчиковский проезд проходит от улицы Вавилова на юго-восток параллельно путям Малого кольца Московской железной дороги до Проектируемого проезда № 3557, за которым продолжается как 4-й Загородный проезд. Нумерация домов начинается от улицы Вавилова.

## Примечательные здания и сооружения
По нечётной стороне:
- д. 7 — Государственное учреждение для содержания иностранных граждан с несовершеннолетними детьми «Канатчиково» (ранее — часть комплекса зданий станции Канатчиково).

По чётной стороне:
- д. 6 — часть комплекса зданий станции Канатчиково, где установлен памятник воинам-железнодорожникам.

## Транспорт

### Наземный транспорт
По Канатчиковскому проезду проходит автобус 317. Также, у северо-западного конца проезда, на улице Вавилова, расположены остановки «Метро „Ленинский проспект“ (южная)» и «Метро „Ленинский проспект“ (северная)» трамваев 14, 39.

### Метро
- Станция метро «Ленинский проспект» Калужско-Рижской линии — у северо-западного конца проезда, на пересечении Третьего транспортного кольца с улицей Вавилова и Ленинским проспектом.

### Железнодорожный транспорт
- Станция Канатчиково Малого кольца Московской железной дороги — юго-западнее проезда параллельно ему
- Станции Московского центрального кольца Площадь Гагарина, - у северо-западного конца проезда, на пересечении Третьего транспортного кольца с улицей Вавилова и Ленинским проспектом, и Крымская - у юго-восточного конца проезда, на пересечении улицы Свержевского и Севастпольского проспекта.